# Vertical Man
 Vertical Man ist das 16. Album, beziehungsweise das elfte Studioalbum von Ringo Starr nach der Trennung der Beatles. Es wurde im 3. August 1998 in Großbritannien (USA: 16. Juni 1998) veröffentlicht.

## Entstehungsgeschichte
Nach der Veröffentlichung seines letzten Studioalbums Time Takes Time im Juni 1992 erschien im April 1994 auf dem Album Whistling in the Wind von Leon Redbone das Duett My Little Grass Shack. Im Mai 1995 wurde auf dem Kompilationsalbum For the Love of Harry: Everybody Sings Nilsson ein weiteres Duett, hier von Ringo Starr mit Stevie Nicks, mit dem Titel Lay Down Your Arms veröffentlicht. Das Lied wurde von dem im Januar 1994 verstorbenen Harry Nilsson komponiert. Im Oktober 1996 wurde von Carl Perkins auf seinem Album Go Cat Go das Duett Honey Don’t mit Ringo Starr veröffentlicht; hierbei handelt es sich aber um eine Liveaufnahme vom Album Ringo Starr and His All-Starr Band, bei der Carl Perkins nachträglich seinen Gesang hinzumischte. In den Jahren 1994 bis 1996 war Ringo Starr auch an den Arbeiten zum Anthology-Projekt der Beatles beteiligt.
Das Konzept der Produktion wurde von den Alben Ringo und Goodnight Vienna übernommen, da wiederum mehrere prominente Musiker Ringo Starr für das Album unterstützten. Als Produzenten engagierte Ringo Starr Mark Hudson, den er während der Aufnahmen für Time Takes Time kennengelernt hatte. Mark Hudson, der unter anderem Lieder für Aerosmith schrieb, begann ab Februar 1997 mit Ringo Starr sowie Dean Grakal und Steve Dudas Lieder für das neue Studioalbum zu schreiben. Einige Lieder des Albums erinnern in Teilen an die Musik der Beatles, und so bleibt Vertical Man musikalisch in der Kontinuität des Vorgängeralbums Time Takes Time.
Die ersten Aufnahmen für das Album fanden zwischen Februar und April 1997 in den Whatinthewhatthe? Studios statt, wo die Lieder Everyday, King of Broken Hearts, Mr. Double-It-Up, One sowie I’ll Be Fine Anywhere aufgenommen wurden. Während dieser ersten Aufnahmezeit wurde die Musikgruppe Ringo and the Roundheads gegründet, die bei Werbeauftritten für das Album Vertical Man auftreten sollte.
Nach einer Pause fanden weitere Aufnahmen im selben Studio vom Juli bis August 1997 statt, wo die Lieder La De Da, What in the… World, Mindfield, Without Understanding, Good News und I’m Yours aufgenommen wurden.
Am 29. September steuerte Paul McCartney in seinem Studio The Mill Hintergrundgesang zu La De Da und What in the… World und Bassspiel zu dem zweiten Lied bei. In den A.I.R. Studios wurden am 15. Oktober Orchestrierungen für die Lieder I’m Yours und King of Broken Hearts aufgenommen.
Im November 1997 wurden wiederum in den Whatinthewhatthe? Studios die Lieder I Was Walkin’, Puppet und Sometimes aufgenommen; ebenfalls wurden die bereits aufgenommenen Stücke durch weiteren Gesang und instrumentale Ergänzungen fertiggestellt. Zwischen November 1997 und Januar 1998 wurden noch die Lieder Love Me Do – eine Neuaufnahme der ersten Beatles-Single vom Oktober 1962 – sowie des Titellied Vertical Man aufgenommen; das zweite Lied wurde bisher nicht veröffentlicht. George Harrison fügte im Dezember 1997 in seinem Studio F.P.S.H.O.T. das Gitarrenspiel zu den Liedern King of Broken Hearts und I’ll Be Fine Anywhere bei. In den A&M Studios fand schließlich die Abmischung der Lieder durch Geoff Emerick statt.
Die geplante Veröffentlichung auf dem Label Guardian konnte nicht vollzogen werden, da dieses insolvent wurde; so unterschrieb Ringo Starr im April 1998 einen neuen Plattenvertrag mit Mercury. Der Vertrag mit Mercury blieb auf drei Albenveröffentlichungen beschränkt.
In den Abbey Road Studios wurde im Mai 1998 der Gesang von Steven Tyler für das Lied Drift Away durch den Gesang von Tom Petty ersetzt, da die Plattenfirma von Steven Tyler sich weigerte, die Aufnahme freizugeben. Frühe Promotion-CDs des Albums Vertical Man beinhalten die Version mit Steve Tyler.
Das Album sollte ursprünglich Thanks For Comin‘ heißen, wurde aber geändert, nachdem Starr den Ausdruck "Vertical Man" in einem Buch gefunden hatte, das der Tochter seiner Frau Barbara Bach, Francesca, gehörte. Ringo Starr sagte 2001 zum Albumtitel: "Drogenmissbrauch und Alkohol standen mir im Weg. Und das Endergebnis für viele Leute ist, dass du horizontal bist und sie alle sagen: "Was für ein Typ." Du denkst an all die Musiker, die wir verloren haben, die Horizontalen. Nun, lassen Sie es uns für die Vertikalen hören, die ein Problem hatten, aber durchkamen."
 Vertical Man war im Vergleich zu den Vorgängeralben kommerziell relativ erfolgreich, und so erreichte ein Album von Ringo Starr erstmals wieder seit 1974 (Goodnight Vienna) die britischen und deutschen Charts.

## Covergestaltung
Das Cover entwarf Sandra Monteparo. Die Coverfotos wurden von Henry Diltz aufgenommen. Der CD liegt ein aufklappbares bebildertes achtseitiges Begleitheft bei, das Informationen zu den Liedern und dem Album enthält.

## Titelliste
1. One (Richard Starkey a/Mark Hudson/Dean Grakal/Steve Dudas) – 3:02
2. What in the… World (Richard Starkey/Mark Hudson/Dean Grakal/Steve Dudas) – 3:29
3. Mindfield (Richard Starkey/Mark Hudson/Dean Grakal/Steve Dudas) – 4:06
4. King of Broken Hearts (Richard Starkey/Mark Hudson/Dean Grakal/Steve Dudas) – 4:44
5. Love Me Do (Lennon/McCartney) – 3:44
6. Vertical Man (Richard Starkey/Mark Hudson/Dean Grakal/Steve Dudas) – 4:43
7. Drift Away (Mentor Williams) – 4:10
8. I Was Walkin’ (Richard Starkey/Mark Hudson/Steve Dudas) – 3:21
9. La De Da (Richard Starkey/Mark Hudson/Dean Grakal/Steve Dudas) – 5:41
10. Without Understanding (Richard Starkey/Mark Hudson/Steve Dudas) – 4:22
11. I’ll Be Fine Anywhere (Richard Starkey/Mark Hudson/Dean Grakal/Steve Dudas) – 3:42
12. Puppet (Richard Starkey/Mark Hudson/Dean Grakal/Steve Dudas) – 3:21
13. I’m Yours (Richard Starkey/Mark Hudson/Mark Nevin) – 3:23

### Japanische-Bonus-Titel 1998
1. Mr. Double-It-Up (Richard Starkey/Mark Hudson/Dean Grakal/Steve Dudas) – 4:03
2. Everyday (Richard Starkey/Mark Hudson/Dean Grakal/Steve Dudas) – 4:09

### USA-Bonus-CD 1998 (Best Buy)
1. Mr. Double-It-Up (Richard Starkey/Mark Hudson/Dean Grakal/Steve Dudas) – 4:03
2. Sometimes (Richard Starkey/Mark Hudson/Dean Grakal/Steve Dudas) – 2:45
3. Good News (Richard Starkey/Mark Hudson/Dean Grakal/Steve Dudas) – 3:12

## Wiederveröffentlichungen
Die CD-Veröffentlichung aus dem Jahr 1998 wurde bisher nicht neu remastert.

## Single-Auskopplungen

### La De Da
Die einzige Singleauskopplung La De Da (Radio Edit) / Everyday erschien im Juni 1998 in den USA als 7″-Vinylsingle, sowie im August 1998 als CD-Single in Deutschland wie folgt: La De Da (Radio Edit) / Everyday / Love Me Do / La De Da. In Großbritannien wurde keine Single veröffentlicht, lediglich eine CD-Promotion-Single. Informationen, ob die 7″-Vinylsingle in den USA in den Verkauf gelangte, sind nicht gesichert; lediglich die Veröffentlichung der Promotion-7″-Vinylsingle und Promotion-CD sind nachweislich.

### Promotionsingles
Im Oktober 1998 wurde in den USA die Promotion-CD-Single King of Broken Hearts (Edit) / King of Broken Hearts (Album Version) und in Europa die Promotion-CD-Single One veröffentlicht.

## Chartplatzierungen
| ChartsChartplatzierungen       | Höchstplatzierung | Wochen |
| ------------------------------ | ----------------- | ------ |
| Deutschland (GfK)              | 59 (4 Wo.)        | 4      |
| Vereinigte Staaten (Billboard) | 61 (4 Wo.)        | 4      |
| Vereinigtes Königreich (OCC)   | 85 (1 Wo.)        | 1      |

## Sonstiges
- Eine Veröffentlichung im LP-Format erfolgte nicht.
- Für das Lied La De Da wurde ein Musikvideo für Werbezwecke aufgezeichnet.
- In den USA erschien eine limitierte Ausgabe der CD in einem zweifach aufklappbaren Pappcover und abweichenden Design; weiterhin wurde in den USA bei Best Buy das Album mit einer zusätzlichen Bonus-CD vertrieben.
- Zu Werbezwecken wurde eine Promotion-CD mit dem Titel 4 Songs from Vertical Man in den USA veröffentlicht, die folgende vier Lieder enthält: La De Da / One / I Was Walkin’ / King of Broken Hearts.[10]